# Старское городское поселение
Ста́рское городское поселение — муниципальное образование в юго-западной части Дятьковского района Брянской области. Центр — посёлок городского типа Старь.
Образовано в результате проведения муниципальной реформы в 2005 году, путём преобразования дореформенного Старского поссовета.

## Население
| 2009  | 2010  | 2011  | 2012  | 2013  | 2014  | 2015  | 2016  | 2017  |
| ----- | ----- | ----- | ----- | ----- | ----- | ----- | ----- | ----- |
| 4964  | ↗5028 | ↘5010 | ↘4918 | ↘4880 | ↘4843 | ↘4735 | ↘4661 | ↘4612 |
| 2018  | 2019  | 2020  | 2021  |       |       |       |       |       |
| ↘4519 | ↘4427 | ↘4339 | ↘4182 |       |       |       |       |       |

## Населённые пункты
| № | Населённый пункт | Тип     | Население |
| - | ---------------- | ------- | --------- |
| 1 | Клёновский       | посёлок | ↘0        |
| 2 | Старь            | пгт     | ↘4182     |